# Émile-Georges Drigny
Émile-Georges Drigny (né le 3 juillet 1883 à Melun et mort le 9 juillet 1957 à Ivry-sur-Seine) était un nageur puis un dirigeant sportif français.

## Biographie
Membre du Sporting Club Universitaire de France (SCUF), il pratique de nombreux sports (athlétisme, cyclisme, football, rugby) avant d'y créer une section natation en 1901. Champion de France de natation de grand fond en 1912 et 1913, il participe aux Jeux olympiques en 1920 au sein de l'équipe de France de water-polo,.
En parallèle, il commence une carrière de dirigeant sportif en devenant dès 1911 secrétaire général de la section natation de l'Union des sociétés françaises de sports athlétiques (USFSA). À partir de 1921 et après la dissolution de l'USFSA il occupe le même poste au sein de la Fédération française de natation et de sauvetage.
Lors des Jeux olympiques de 1924, il fut nommé organisateur des épreuves de natation.
Le 19 août 1926 à Budapest, il est l'un des principaux membres fondateurs  de la Ligue européenne de natation dont il est président de 1938 jusqu'en 1948. Il fut également président de la Fédération internationale de natation de 1928 à 1932 et de la Fédération française de natation de 1942 à 1949. Enfin il fut membre du Comité international olympique. Il est l'un des cofondateurs de l'Amicale des internationaux français de natation en 1950, dont il est le premier président jusqu'en 1953.
Il était également journaliste au Miroir des Sports. Lors des Jeux olympiques de 1924 à Paris, il couvre les épreuves de natation pour le journal L'Intransigeant. Il crée L'Annuaire fédéral en 1921 et le journal Natation en 1922 afin de rendre compte de l'actualité et des résultats de la natation.
La piscine Georges-Drigny, située rue Bochart-de-Saron dans le 9e arrondissement de Paris, rend hommage à ce sportif.